# كلارنس ميليغان
كلارنس ميليغان هو فلاح وسياسي كندي، ولد في 12 فبراير 1904 في كندا، وتوفي في 25 مايو 1993. حزبياً، نشط في الحزب الكندي التقدمي المحافظ. وقد انتخب عضو مجلس العموم الكندي.